# Сан-Чезаріо-суль-Панаро
Сан-Чезаріо-суль-Панаро (італ. San Cesario sul Panaro) — муніципалітет в Італії, у регіоні Емілія-Романья, провінція Модена.
Сан-Чезаріо-суль-Панаро розташований на відстані близько 320 км на північ від Рима, 26 км на захід від Болоньї, 13 км на південний схід від Модени.
Населення — 6409 осіб (2014).
Покровитель — San Cesario.

## Демографія
Населення за роками:

Станом на 1 січня 2023 року в муніципалітеті офіційно проживав 641 іноземець з 47 країн, серед них 102 громадяни країн Євросоюзу та 57 громадян України.

## Сусідні муніципалітети
- Вальзамоджа
- Кастельфранко-Емілія
- Модена
- Савіньяно-суль-Панаро
- Спіламберто